# 노성은 (1983년)
노성은(1983년 12월 6일 ~ )은 대한민국의 배우이다.

## 학력
- 1999년 ~ 2002년 명성여자고등학교
- 2002년 ~ 2006년 동덕여자대학교 방송연예과 학사

## 출연

### 방송

#### 드라마
- 1999년 MBC 《허준》
- 2000년 KBS 1TV 《학교 3》 - 이나영 역
- 2004년 SBS 《섬마을 선생님》

#### 시트콤
- 2005년 SBS 《귀엽거나 미치거나》

### 뮤직비디오
- 2006년 싸이 - 〈연예인〉

### 광고
- 1999년 라미화장품 매직 클리어
- 1999년 헬로키티 파우더
- 1999년 한국코카콜라 환타
- 2002년 LG전자
- 2006년 매일유업 썬업